# 上海亜洲文会大楼

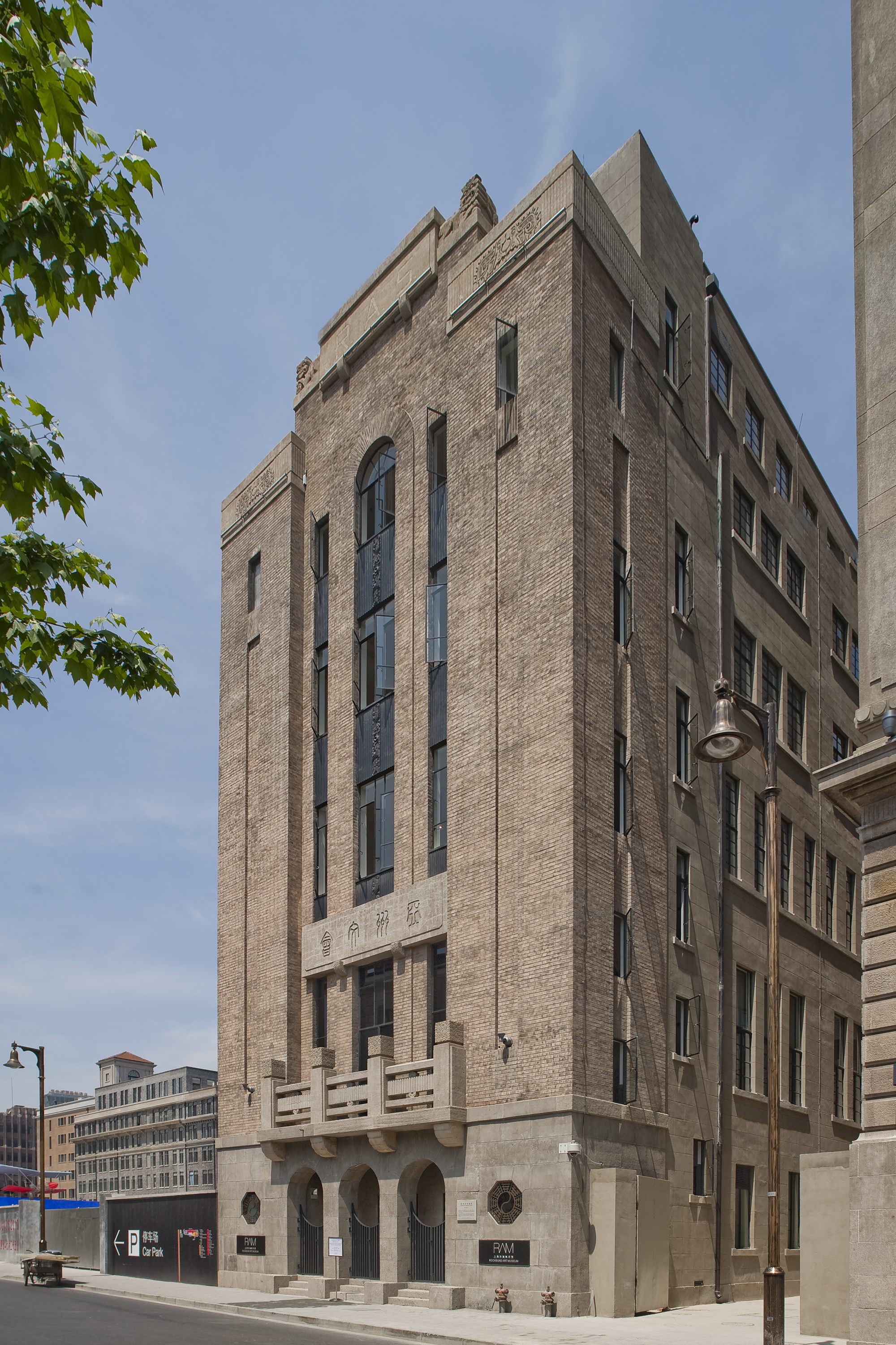
亜洲文会大楼

上海亜洲文会大楼（シャンハイあしゅうぶんかいたいろう）は、上海市虎丘路20号にある建築である。
王立アジア協会北華支会は1871年に上海に事務所を構え、当時の場所は現在の円明園路にあった。1874年に一般公開の博物館を開設した。現在の建築は1931年に竣工し、5階建てのアール・デコ風建築である。この建物は太平洋戦争中に旧日本軍に徴用され、所蔵した多くの書籍と文物も東京に搬出された。戦後の1950年代初頭、王立アジア協会北華支会は活動を停止したため、上海市政府がこの建物を接収し、図書館の書庫として利用した。亜洲文会大楼は2010年以降、上海外灘美術館の展示スペースになっている。